# Route nationale 104a
La route nationale 104A, ou RN 104A, était une route nationale française reliant les Vans à Lablachère.
À la suite de la réforme de 1972, elle a été déclassée en RD 104A.

## Ancien tracé
- Les Vans
- Les Assions
- Lablachère